# Robin van Roosmalen
Robin van Roosmalen ('s-Hertogenbosch, 1º ottobre 1989) è un kickboxer e artista marziale misto olandese.
Professionista dal 2004, si è affermato nella promozione Glory, di cui è stato uno dei principali volti negli anni duemiladieci nonché campione dei pesi leggeri dal 2014 al 2016 e dei pesi piuma dal 2016 al 2018.

## Biografia
Proveniente da una famiglia legata al mondo dello sport, è figlio dell'ex kickboxer e thaiboxer William van Roosmalen. Inizia a praticare sport all'età di tre anni, per poi allenarsi in varie discipline quali pugilato, lotta libera, arti marziali miste e judo, di cui è cintura nera.

## Stile di combattimento
Kickboxer di fisico minuto ma compatto, si è distinto per lo stile di aggressivo e per i ritmi di combattimento elevati.